# 19.ª etapa del Giro de Italia 2018
La 19.ª etapa del Giro de Italia 2018 tuvo lugar el 25 de mayo de 2018 entre Venaria Reale y Bardonecchia sobre un recorrido de 184 km y fue ganada en solitario por el ciclista británico Chris Froome del equipo Sky, luego de un ataque a 80 km de meta que reventó al entonces líder Simon Yates. Con esta victoria Froome sumó su segunda victoria en el Giro 2018 y se convirtió en la nueva Maglia Rosa.

## Clasificación de la etapa
| \| Clasificación de la etapa \| Clasificación de la etapa \| Clasificación de la etapa \| Clasificación de la etapa \| Clasificación de la etapa \| \| Ciclista \| Ciclista \| Equipo \| Tiempo \| \| \| ------------------------- \| ------------------------- \| ------------------------- \| ------------------------- \| ------------------------- \| \| 1.º \| Chris Froome \| Team Sky \| 5 h 12 min 26 s \| \| \| 2.º \| Richard Carapaz \| Movistar Team \| + 3 min 00 s \| \| \| 3.º \| Thibaut Pinot \| Groupama-FDJ \| + 3 min 07 s \| \| \| 4.º \| Miguel Ángel López \| Astana \| + 3 min 12 s \| \| \| 5.º \| Tom Dumoulin \| Team Sunweb \| + 3 min 23 s \| \| \| 6.º \| Sébastien Reichenbach \| Groupama-FDJ \| + 6 min 13 s \| \| \| 7.º \| Davide Formolo \| Bora-Hansgrohe \| + 8 min 22 s \| \| \| 8.º \| Sam Oomen \| Team Sunweb \| + 8 min 23 s \| \| \| 9.º \| Patrick Konrad \| Bora-Hansgrohe \| + 8 min 23 s \| \| \| 10.º \| Pello Bilbao \| Astana \| + 8 min 23 s \| \| |                       |                |                 |
| |                       |                |                 |
| Fuente: ProCyclingStats |                       |                |                 |
| Clasificación de la etapa |                       |                |                 |
| Ciclista | Ciclista              | Equipo         | Tiempo          |
| 1.º | Chris Froome          | Team Sky       | 5 h 12 min 26 s |
| 2.º | Richard Carapaz       | Movistar Team  | + 3 min 00 s    |
| 3.º | Thibaut Pinot         | Groupama-FDJ   | + 3 min 07 s    |
| 4.º | Miguel Ángel López    | Astana         | + 3 min 12 s    |
| 5.º | Tom Dumoulin          | Team Sunweb    | + 3 min 23 s    |
| 6.º | Sébastien Reichenbach | Groupama-FDJ   | + 6 min 13 s    |
| 7.º | Davide Formolo        | Bora-Hansgrohe | + 8 min 22 s    |
| 8.º | Sam Oomen             | Team Sunweb    | + 8 min 23 s    |
| 9.º | Patrick Konrad        | Bora-Hansgrohe | + 8 min 23 s    |
| 10.º | Pello Bilbao          | Astana         | + 8 min 23 s    |

## Clasificaciones al final de la etapa

### Clasificación general(Maglia Rosa)
| \| Clasificación general \| Clasificación general \| Clasificación general \| Clasificación general \| Clasificación general \| \| Ciclista \| Ciclista \| Equipo \| Tiempo \| \| \| --------------------- \| --------------------- \| --------------------- \| --------------------- \| --------------------- \| \| 1.º \| Chris Froome \| Team Sky \| 80 h 21 min 59 s \| \| \| 2.º \| Tom Dumoulin \| Team Sunweb \| + 40 s \| \| \| 3.º \| Thibaut Pinot \| Groupama-FDJ \| + 4 min 17 s \| \| \| 4.º \| Miguel Ángel López \| Astana \| + 4 min 57 s \| \| \| 5.º \| Richard Carapaz \| Movistar Team \| + 5 min 44 s \| \| \| 6.º \| Domenico Pozzovivo \| Bahrain-Merida \| + 8 min 03 s \| \| \| 7.º \| Pello Bilbao \| Astana \| + 11 min 08 s \| \| \| 8.º \| Patrick Konrad \| Bora-Hansgrohe \| + 12 min 19 s \| \| \| 9.º \| George Bennett \| LottoNL-Jumbo \| + 12 min 35 s \| \| \| 10.º \| Sam Oomen \| Team Sunweb \| + 14 min 18 s \| \| |                    |                |                  |
| |                    |                |                  |
| Fuente: ProCyclingStats |                    |                |                  |
| Clasificación general |                    |                |                  |
| Ciclista | Ciclista           | Equipo         | Tiempo           |
| 1.º | Chris Froome       | Team Sky       | 80 h 21 min 59 s |
| 2.º | Tom Dumoulin       | Team Sunweb    | + 40 s           |
| 3.º | Thibaut Pinot      | Groupama-FDJ   | + 4 min 17 s     |
| 4.º | Miguel Ángel López | Astana         | + 4 min 57 s     |
| 5.º | Richard Carapaz    | Movistar Team  | + 5 min 44 s     |
| 6.º | Domenico Pozzovivo | Bahrain-Merida | + 8 min 03 s     |
| 7.º | Pello Bilbao       | Astana         | + 11 min 08 s    |
| 8.º | Patrick Konrad     | Bora-Hansgrohe | + 12 min 19 s    |
| 9.º | George Bennett     | LottoNL-Jumbo  | + 12 min 35 s    |
| 10.º | Sam Oomen          | Team Sunweb    | + 14 min 18 s    |

### Clasificación por puntos(Maglia Ciclamino)
| Clasificación por puntos | Clasificación por puntos | Clasificación por puntos      | Clasificación por puntos | Clasificación por puntos |
| Ciclista                 | Ciclista                 | Equipo                        | Puntos                   |                          |
| ------------------------ | ------------------------ | ----------------------------- | ------------------------ | ------------------------ |
| 1.º                      | Elia Viviani             | Quick-Step Floors             | 290 pts                  |                          |
| 2.º                      | Sam Bennett              | Bora-Hansgrohe                | 232 pts                  |                          |
| 3.º                      | Davide Ballerini         | Androni Giocattoli-Sidermec   | 119 pts                  |                          |
| 4.º                      | Simon Yates              | Mitchelton-Scott              | 113 pts                  |                          |
| 5.º                      | Sacha Modolo             | EF Education First-Drapac     | 110 pts                  |                          |
| 6.º                      | Marco Frapporti          | Androni Giocattoli-Sidermec   | 109 pts                  |                          |
| 7.º                      | Danny van Poppel         | LottoNL-Jumbo                 | 107 pts                  |                          |
| 8.º                      | Niccolò Bonifazio        | Bahrain-Merida                | 93 pts                   |                          |
| 9.º                      | Tom Dumoulin             | Team Sunweb                   | 73 pts                   |                          |
| 10.º                     | Eugert Zhupa             | Wilier Triestina-Selle Italia | 64 pts                   |                          |

### Clasificación de la montaña(Maglia Azzurra)
| Clasificación de la montaña | Clasificación de la montaña | Clasificación de la montaña | Clasificación de la montaña | Clasificación de la montaña |
| Ciclista                    | Ciclista                    | Equipo                      | Puntos                      |                             |
| --------------------------- | --------------------------- | --------------------------- | --------------------------- | --------------------------- |
| 1.º                         | Chris Froome                | Team Sky                    | 123 pts                     |                             |
| 2.º                         | Simon Yates                 | Mitchelton-Scott            | 91 pts                      |                             |
| 3.º                         | Thibaut Pinot               | Groupama-FDJ                | 70 pts                      |                             |
| 4.º                         | Richard Carapaz             | Movistar Team               | 65 pts                      |                             |
| 5.º                         | Giulio Ciccone              | Bardiani CSF                | 52 pts                      |                             |
| 6.º                         | Tom Dumoulin                | Team Sunweb                 | 49 pts                      |                             |
| 7.º                         | Esteban Chaves              | Mitchelton-Scott            | 47 pts                      |                             |
| 8.º                         | Domenico Pozzovivo          | Bahrain-Merida              | 40 pts                      |                             |
| 9.º                         | Matteo Montaguti            | AG2R La Mondiale            | 37 pts                      |                             |
| 10.º                        | Miguel Ángel López          | Astana                      | 37 pts                      |                             |

### Clasificación de los jóvenes(Maglia Bianca)
| Clasificación del mejor joven | Clasificación del mejor joven | Clasificación del mejor joven | Clasificación del mejor joven | Clasificación del mejor joven |
| Ciclista                      | Ciclista                      | Equipo                        | Tiempo                        |                               |
| ----------------------------- | ----------------------------- | ----------------------------- | ----------------------------- | ----------------------------- |
| 1.º                           | Miguel Ángel López            | Astana                        | 80 h 26 min 56 s              |                               |
| 2.º                           | Richard Carapaz               | Movistar Team                 | + 47 s                        |                               |
| 3.º                           | Sam Oomen                     | Team Sunweb                   | + 9 min 21 s                  |                               |
| 4.º                           | Maximilian Schachmann         | Quick-Step Floors             | + 57 min 10 s                 |                               |
| 5.º                           | Valerio Conti                 | UAE Team Emirates             | + 1 h 09 min 07 s             |                               |
| 6.º                           | Fausto Masnada                | Androni Giocattoli-Sidermec   | + 1 h 15 min 23 s             |                               |
| 7.º                           | Matej Mohorič                 | Bahrain-Merida                | + 1 h 26 min 21 s             |                               |
| 8.º                           | Felix Großschartner           | Bora-Hansgrohe                | + 1 h 27 min 15 s             |                               |
| 9.º                           | Jack Haig                     | Mitchelton-Scott              | + 1 h 29 min 13 s             |                               |
| 10.º                          | Quentin Jauregui              | AG2R La Mondiale              | + 1 h 44 min 50 s             |                               |

### Clasificación por equipos"Super Team"
| Clasificación por equipos | Clasificación por equipos | Clasificación por equipos | Clasificación por equipos |
| Equipo                    | Equipo                    | Tiempo                    |                           |
| ------------------------- | ------------------------- | ------------------------- | ------------------------- |
| 1.º                       | Sky                       | 241 h 43 min 08 s         |                           |
| 2.º                       | Astana                    | + 17 min 06 s             |                           |
| 3.º                       | Groupama-FDJ              | + 39 min 16 s             |                           |
| 4.º                       | Bora-Hansgrohe            | + 49 min 50 s             |                           |
| 5.º                       | Team Sunweb               | + 1 h 06 min 32 s         |                           |
| 6.º                       | AG2R La Mondiale          | + 1 h 19 min 30 s         |                           |
| 7.º                       | Movistar Team             | + 1 h 33 min 30 s         |                           |
| 8.º                       | Lotto NL-Jumbo            | + 1 h 47 min 53 s         |                           |
| 9.º                       | Mitchelton-Scott          | + 1 h 53 min 30 s         |                           |
| 10.º                      | UAE Team Emirates         | + 2 h 04 min 52 s         |                           |

## Abandonos
- Ben O'Connor, no finalizó la etapa.
- Mikaël Cherel, no finalizó la etapa.
- Louis Vervaeke, no finalizó la etapa.
- Mirco Maestri, no finalizó la etapa.
- Fabio Aru, no finalizó la etapa.[2]
- William Bonnet, no finalizó la etapa.
- Vasil Kiryienka, no finalizó la etapa.